# Fernando Rodríguez (nuotatore)
Fernando Rodríguez (8 febbraio 1963) è un ex nuotatore peruviano, specializzato nello stile libero, nel dorso, e nei misti.

## Biografia
Ha rappresentato il Perù ai Giochi olimpici estivi di Los Angeles 1984, dove è stato eliminato in batteria con il quarantaquattresimo nei 100 metri stile libero e con il trentaquattresimo nel 100 metri dorso, mentre è stato squalificato nei 200 metri misti.

## Palmarès
| Anno | Manifestazione  | Sede        | Evento      | Risultato | Prestazione | Note |
| ---- | --------------- | ----------- | ----------- | --------- | ----------- | ---- |
| 1984 | Giochi olimpici | Los Angeles | 100 m sl    | 44º B     | 54"61       |      |
| 1984 | Giochi olimpici | Los Angeles | 100 m dorso | 34º B     | 1'02"27     |      |
| 1984 | Giochi olimpici | Los Angeles | 200 m misti | Batteria  | dq          |      |